# Conquête italienne du Somaliland britannique
Guerre du désert,
 Campagne d'Afrique de l'Est
Batailles
Affrontements
- Soudan
- Invasion italienne du Somaliland (Tug Argan)
- Côte française des Somalis
- Convoi BN 7
- Agordat
- Appearance
- Keren
- Saïo
- Amba Alagi
- Culqualber
- Gondar
- Guérilla italienne en Éthiopie

Articles associés
- Force Gidéon
- Résistance éthiopienne
- Flottille de la mer Rouge
- Desert Air Force
- East Indies Station
- East Africa Command

La conquête italienne du Somaliland britannique est une campagne militaire menée par le royaume d'Italie contre le Royaume-Uni du 3 au 19 août 1940. Elle s'achève par une complète victoire des troupes de Mussolini et par l'annexion de la Somalie britannique à l'Afrique orientale italienne. Les troupes britanniques sont contraintes de se retirer de la région.

## Contexte historique
Lorsque l'Italie déclare la guerre le 10 juin 1940, les troupes italiennes ne sont pas prêtes à une guerre prolongée en Afrique du Nord ou en Afrique orientale. En conséquence, Benito Mussolini ordonne que les attaques se limitent à la capture de territoires limitrophes des frontières de l'Égypte, du Kenya et du Soudan.
Plus tard en juin, Amédée de Savoie-Aoste, gouverneur-général et vice-roi de l'Afrique orientale italienne convainc le haut-commandement italien (Comando Supremo) de planifier une campagne afin de conquérir le Somaliland britannique. Le roi Victor-Emmanuel III et Mussolini font part de leur accord et début août l'offensive est prête.
Les 24 000 hommes mobilisés (dont 23 bataillons coloniaux, trois bataillons de chemises noires et trois régiments de dubats) sont sous le commandement de Guglielmo Nasi.
Les forces armées françaises appuient leur allié britannique jusqu'à l'armistice du 24 juin 1940. Les Potez 25 TOE de l'escadrille de la Côte française des Somalis (CFS) mènent en juin 1940 des missions de reconnaissance en Éthiopie et en Somalie et bombardent le poste italien de Dewele.

## Déroulement de la campagne
À l'aube du 3 août, les Italiens traversent la frontière entre l'Afrique orientale italienne et le Somaliland britannique. À cause du relief accidenté s'élevant à plus de 1 400 mètres parallèlement à la côte  et s'enfonçant jusqu'à environ 50 kilomètres à l'intérieur des terres, il y a que trois voies de pénétration possibles pour capturer Berbera, la capitale du Somaliland britannique et seul port permettant le passage de véhicules blindés. L'itinéraire le plus direct passe par Hargeisa.
En conséquence, les Italiens avancent par colonnes le long de ces trois voies. La colonne ouest s'avance vers le petit port de Zeilah près de la frontière avec la Côte française des Somalis. La colonne centrale progresse vers Hargeisa et Adadlek tandis que la colonne est progresse vers Odweina et Burao.
Le 5 août, le port de Zeilah est occupé par les Italiens. La France libre n'intervient pas pour aider les Britanniques. Les 7 et 8 août, ces derniers obtiennent des renforts venus du Commonwealth et disposent de cinq bataillons d'infanterie et du Somaliland Camel Corps légèrement armés dont l'un des officiers, le capitaine Eric C. T. Wilson, gagne la seule Victoria Cross de cette campagne. Les positions défensives britanniques sont centrées autour de six collines surplombant la seule route vers Berbera. Le 11 août, une des brigades du lieutenant-général italien De Simone (en) attaque la colline défendue par le 15e bataillon du 3e régiment Punjab et s'en empare. Les Britanniques lancent deux contre-attaques infructueuses mais parviennent en revanche à repousser les Italiens sur les deux autres collines. Le lendemain, toutes les positions britanniques sont prises sous le feu des troupes italiennes. Deux des rares obusiers britanniques déployés au Somaliland sont perdus et les Italiens prennent les collines d'Assa, dominant la ville de Berbera.
Les 13 et 14 août, les Britanniques parviennent à défendre leurs positions en dépit de violents combats. La situation des défenseurs devient de plus en plus critique : les Italiens encerclent les troupes britanniques. Alfred Reade Godwin-Austen en informe le Middle Eastern Command et ordonne à ses troupes du Somaliland de se retirer en toute hâte pour éviter leur capture ou leur destruction. Les civils sont également évacués. Le 16 août, les Britanniques commencent à embarquer sur les navires de la Royal Navy dans le port de Berbera. Ce retrait s'achèvera le 19 août 1940.
Cependant, les Britanniques reprendront pied au Somaliland moins d'un an plus tard avec l'opération Apperance

## Bilan de la conquête
Au cours de la Seconde Guerre mondiale, la conquête du Somaliland britannique fut la seule victoire majeure de l'Italie sur les Alliés, sans l'appui des troupes allemandes. Le Somaliland a ainsi été la première colonie britannique à tomber aux mains de l'ennemi durant le conflit.
L'invasion a montré que les forces italiennes pouvaient coordonner des colonnes distinctes dans des conditions tactiques difficiles (désert et relief).
La retraite des Britanniques leur a cependant permis de récupérer la plupart de leurs forces.
Par ailleurs, cette campagne fut la seule du conflit au cours de laquelle les Britanniques ne purent bénéficier du soutien de la Royal Air Force.